# Toxeus globosus
Toxeus globosus es una especie de araña saltarina del género Toxeus, familia Salticidae. Fue descrita científicamente por Wanless en 1978.
Habita desde Angola hasta China.